# DB VT 08 sorozat
A DB VT 08 sorozat egy B'2'+2'2'+2'2' tengelyelrendezésű német dízelmotorvonat-sorozat volt. 1952–1954 között gyártotta a MAN (Motorkocsik) és a Donauwörth, Rathgeber (betét- és vezérlőkocsik). A vonat maximális sebessége 140 km/h volt. A Német vasút 1985-ben selejtezte a sorozatot.

## Érdekességek
- A jármű műanyag modellje 2013-ban megtalálható volt a Kinder tojásokban is;
- A Diamant nevű nemzetközi járatot is az indulásakkor VT 08 sorozatú motorvonatokkal szolgálták ki.